# A. T. M. Afzal
Abu Taher Mohammad Afzal (connu sous le nom de A. T. M. Afzal) est un juriste bangladais qui a occupé le poste de 8e président de la Cour suprême et de juge en chef du Bangladesh.

## Carrière
Le juge Abu Taher Mohammed Afzal a été le 8e président de la Cour suprême du Bangladesh et juge en chef du Bangladesh. Il a également été président de la commission juridique de 2001 à 2004,. 
En 1976, Afzal était le procureur général lors du procès du colonel Abu Taher.